# Julie Carmen

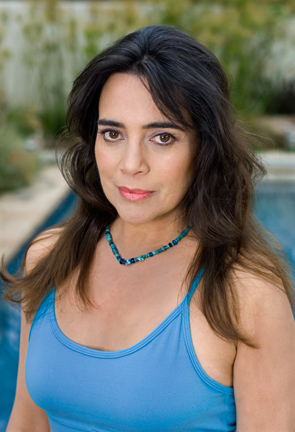
Julie Carmen (2009)

Julie Carmen (* 4. April 1954 in Millburn, New Jersey) ist eine US-amerikanische Schauspielerin.

## Leben
Julie Carmen wurde in New York City zur Schauspielerin ausgebildet und war dort einige Jahre als Theater-Schauspielerin tätig. Ab 1978 wurde sie auch für Film und Fernsehen angefragt, und dies wurde ihre Hauptbeschäftigung. So spielte sie 1980 in Countdown in Manhattan und Gloria, die Gangsterbraut. 1982 spielte sie im deutschen Film Der Mann auf der Mauer als Künstlerin „Viktoria“. 1988 spielte sie in den Komödien Milagro – Der Krieg im Bohnenfeld als „Nancy“ und in Mein Nachbar, der Vampir als Vampirin „Regine“. Für diese Rolle wurde sie für einen Saturn Award für die beste Hauptdarstellerin nominiert.
Im Filmdrama True Women (1997) war sie an der Seite von Annabeth Gish und Angelina Jolie zu sehen. 2000 wirkte sie im Thriller King of the Jungle mit.
Nach einem Studium der klinischen Psychologie an der Antioch University Los Angeles und einer Yogalehrer-Ausbildung wurde sie hauptberuflich als Ehe- und Familientherapeutin und Yogatherapeutin tätig.

## Filmografie

### Filme
- 1979: Can You Hear the Laughter? The Story of Freddie Prinze (Fernsehfilm)
- 1980: Countdown in Manhattan (Night of the Juggler)
- 1980: Gloria, die Gangsterbraut (Gloria)
- 1981: Three Hundred Miles for Stephanie (Fernsehfilm)
- 1981: Und jetzt wird sie Soldat (She’s in the Army Now, Fernsehfilm)
- 1981: Fire on the Mountain (Fernsehfilm)
- 1982: Comeback
- 1982: Der Mann auf der Mauer
- 1983: Flug aus der Hölle (Last Plane Out)
- 1986: Blue City
- 1988: Milagro – Der Krieg im Bohnenfeld (The Milagro Beanfield War)
- 1988: The Penitent
- 1988: Lovers, Partners & Spies
- 1988: Mein Nachbar, der Vampir (Fright night part II)
- 1988: Ausgebrannt (Police Story: Burnout, Fernsehfilm)
- 1989: Das Geheimnis von Coramaya (The Last Plane from Coramaya)
- 1989: Paint It Black – Im Dunkeln der Nacht (Paint It Black)
- 1989: Gejagt bis in den Tod (Billy the Kid, Fernsehfilm)
- 1989: Manhunt – Eine Stadt jagt einen Mörder (Manhunt: Search for the Night Stalker, Fernsehfilm)
- 1989: Stadt der Spieler (The Neon Empire, Fernsehfilm)
- 1991: Kiss Me a Killer – Tödliche Begierde (Kiss Me a Killer)
- 1991: Aus der Tiefe des Vergessens (Finding the Way Home, Fernsehfilm)
- 1991: Kalter Himmel (Cold Heaven)
- 1992: Blutroter Schnee (Drug Wars: The Cocaine Cartel, Fernsehfilm)
- 1993: Curacao (Fernsehfilm)
- 1994: Die Mächte des Wahnsinns (In the Mouth of Madness)
- 1994: Der Fluch des Magiers (Seduced by Evil, Fernsehfilm)
- 1995: The Omen (Fernsehfilm)
- 1996: África
- 1997: True Women (Fernsehfilm)
- 1998: Gargantua – Das Monster aus der Tiefe (Gargantua, Fernsehfilm)
- 2000: The Expendables (Fernsehfilm)
- 2000: King of the Jungle
- 2004: Killer Snake (Kurzfilm)
- 2005: Angels with Angles
- 2007: Tödliche Währung – Abgerechnet wird zum Schluss (Illegal Tender)
- 2009: Falling Awake
- 2009: The Butcher
- 2014: Last Weekend
- 2014: Stranded
- 2019: Windows on the World

### Fernsehserien
- 1978: Springfield Story (The Guiding Light, zwei Folgen)
- 1980: Lou Grant (eine Folge)
- 1981: Nero Wolfe (eine Folge)
- 1981–1982: McClain’s Law (zwei Folgen)
- 1982: Cassie & Co. (eine Folge)
- 1982: Cagney & Lacey (eine Folge)
- 1983: Condo (13 Folgen)
- 1983: Remington Steele (eine Folge)
- 1984: Ein Colt für alle Fälle (The Fall Guy, eine Folge)
- 1984: T. J. Hooker (eine Folge)
- 1984: Jessie (eine Folge)
- 1984: Wer ist hier der Boss? (Who’s the Boss?, eine Folge)
- 1984: Matt Houston (eine Folge)
- 1984: Ein Engel auf Erden (Highway to Heaven, eine Folge)
- 1985: Airwolf (eine Folge)
- 1985: Fame – Der Weg zum Ruhm (Fame, eine Folge)
- 1985: Unbekannte Dimensionen (The Twilight Zone, eine Folge)
- 1985: Hollywood Beat (eine Folge)
- 1985: Hotel (eine Folge)
- 1985–1986: Falcon Crest (sieben Folgen)
- 1988: Die Schöne und das Biest (Beauty and the Beast, eine Folge)
- 1989: Gideon Oliver (eine Folge)
- 1990: Dream On (drei Folgen)
- 1995: Diagnose: Mord (Diagnosis Murder, eine Folge)
- 1995: Emergency Room – Die Notaufnahme (ER, eine Folge)
- 1999: New York Cops – NYPD Blue (NYPD Blue, eine Folge)
- 1999: Ein Hauch von Himmel (Touched By An Angel, eine Folge)
- 2000: City of Angels (eine Folge)

## Videospiel
- 1996: Top Gun: Fire at Will